# Německo-řecké vztahy

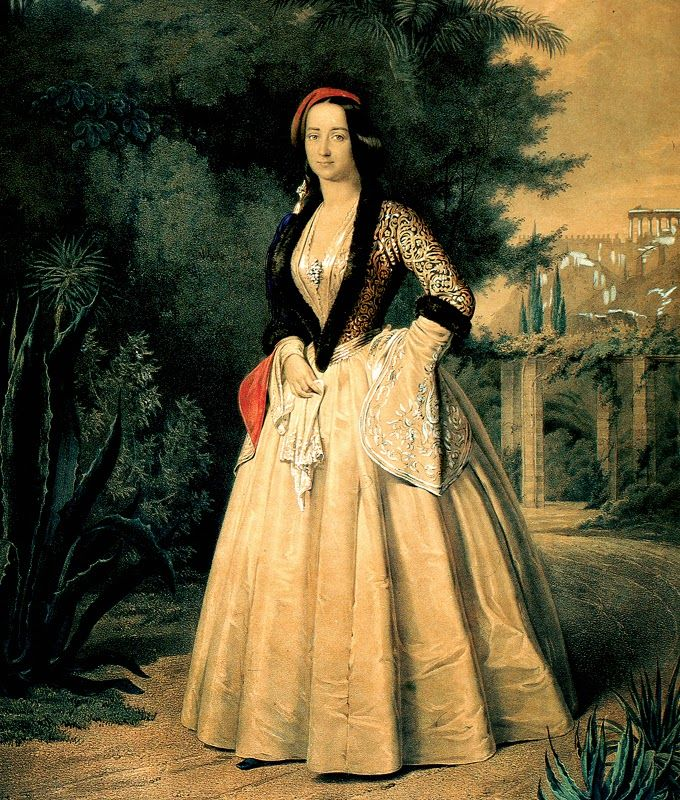
Amálie Oldenburská v Amáliiných šatech

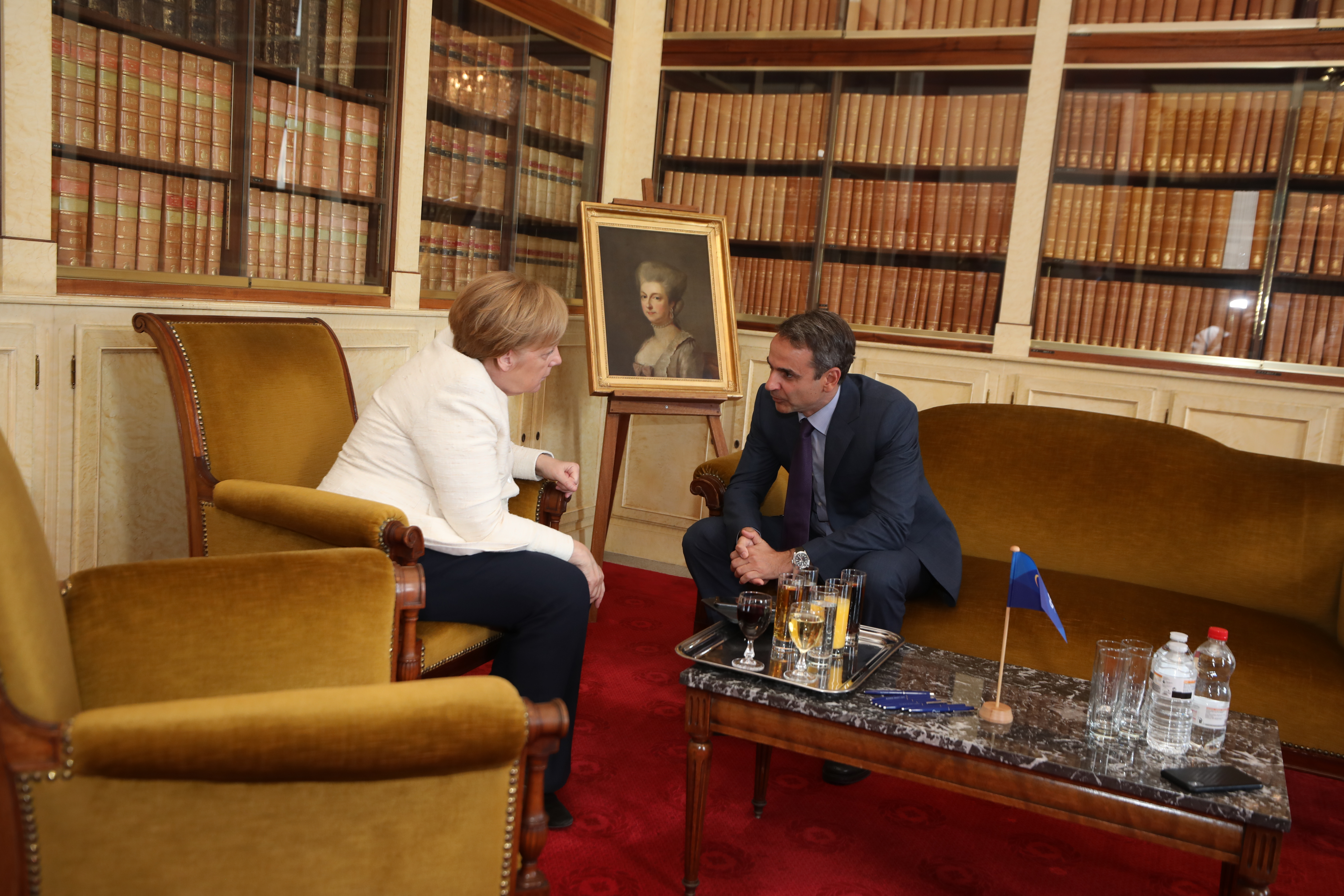
Angela Merkelová a Kyriakos Mitsotakis během zasedání EPP v roce 2019

Řecko má velvyslanectví v Berlíně a pět generálních konzulátů v Düsseldorfu, Frankfurtu nad Mohanem, Hamburku, Mnichově a Stuttgartu. Německo má velvyslanectví v Athénách a generální konzulát v Soluni. Německo a Řecko jsou řádnými členy eurozóny, Evropské unie, NATO, Organizace pro bezpečnost a spolupráci v Evropě a Organizace pro hospodářskou spolupráci a rozvoj.
Německo bylo v Řecku před dluhovou krizí v Řecku docela populární; 78,5 % Řeků mělo v roce 2005 pozitivní názor na Německo. V roce 2010 sdílelo tento názor 29 % Řeků. Od té doby se obraz Německa v Řecku výrazně zlepšil. V roce 2012 mělo 49 % Řeků velmi nepříznivý názor na Německo, ale do roku 2021 se toto číslo snížilo na 29 %. Na německou kancléřku Angelu Merkelovou se v roce 2012 dívalo velmi negativně 76 % Řeků. V roce 2021 to bylo 45 %.

## Dějiny
První král nezávislého Řecka Ota I. byl německého původu. Mnoho Bavorů přišlo do nového státu a usadilo se v něm. Jeho otec Ludvík I. Bavorský finančně a politicky Řekům pomáhal, jak během jejich války za nezávislost, tak po intronizaci svého syna.
Řecko a Prusko navázaly diplomatické styky v roce 1834, téhož roku obě země zprovoznily v té druhé velvyslanectví.
Země byly během obou světových válek nepřátelé, přičemž Německo se během druhé světové války zúčastnilo okupace Řecka mocnostmi Osy. Otázka reparací za německé válečné zločiny a nucené půjčky během okupace zůstává nevyřešená.
V Německu žije 300 000 obyvatel řecké komunity, většina z nich přišla v 60. a 70. letech 20. století.
Tyto dva národy se od roku 1950 do roku 2010 těšily vynikajícím vztahům, přičemž Německo bylo v 70., 80., 90. letech 20. století a na počátku 21. století zemí s největším počtem turistů navštěvujících Řecko a evropskou zemí, která přijala nejvíce řeckých přistěhovalců, zejména v 50. a 60. léta 20. století. Řecko navíc v 80. letech podporovalo znovusjednocení Německa a obě země spolupracovaly v mnoha oborech (kulturní, technologické, vojenské atd.) v rámci spektra EU.
V roce 1999 způsobil řecký ministr zahraničí Theodóros Pankalos diplomatickou krizi, když prohlásil, že „Německo je politicky trpaslík“. Později se omluvil.
Vztahy mezi národy byly však vážně napjaté během dluhové krize v eurozóně. Ačkoli se mnoho médií v obou zemích snažilo poškodit vztahy polemickými zprávami, existovala iniciativa, která se tomu snažila zabránit. Nejznámější je založení Německo-řecké mládežnické organizace (Deutsch-griechisches Jugendwerk).
Obecně jsou německo-řecké vztahy považovány za vyvážené a na evropské úrovni země dobře spolupracují. Německo podpořilo Řecko v jejich sporu s Tureckem, ale ne tolik jako jiné země, například jako Francie. Německý ministr Heiko Maas řekl: „[...]Německo a celá Evropská unie stojí v pevné solidaritě při Řecku.“ Německo omezilo prodej zbraní Turecku, ale z omezení vyloučilo námořnické vybavení. Německo také váhalo, když EU chtěla uvalit sankce na Turecko, ale řekli, že sankce jsou možností a že provokace Turecka je nepřijatelná. Je třeba zmínit, že Německo již poskytlo Řecku 4 ponorky U-214, které si Řecko nepřálo, aby byly prodány také Turecku.

## Německá komunita v Řecku
Německý archeologický institut v Athénách byl otevřen v roce 1874, Německá škola v Athénách v roce 1896.

## Seznam bilaterálních smluv
- Bilaterální kulturní dohoda, 17. května 1956
- Smlouva o pobytu a lodní dopravě ze dne 2. září 1961, která rovněž řeší otázky vojenské branné povinnosti pro osoby s dvojím občanstvím
- Smlouva o zamezení dvojího zdanění, 18. dubna 1966

Po roce 1981 byla většina dohod uzavřena prostřednictvím Evropské unie.

## Seznam nedávných bilaterálních návštěv
- Duben 2000: návštěva prezidenta Německa Johannese Raua
- 22. ledna 2004: návštěva řeckého ministra zahraničí Jorga Papandrea
- 3. prosince 2004: návštěva řeckého ministra zahraničí Petrose Molyviatise
- 15.–16. února 2006: návštěva řeckého premiéra Kostase Karamanlise a řecké ministryně zahraničí Dory Bakoyannisové
- 23. června 2006: návštěva německého ministra zahraničí Franka-Waltera Steinmeiera
- 18.–22. září 2006: návštěva řeckého prezidenta Karolose Papuliase
- 20. července 2007: návštěva německé kancléřky Angely Merkelové

## Diplomatické mise
| - Athény (velvyslanectví) - Soluň (generální konzulát) | - Berlín (velvyslanectví) - Düsseldorf (generální konzulát) - Frankfurt nad Mohanem (generální konzulát) - Hamburk (generální konzulát) - Mnichov (generální konzulát) - Stuttgart (generální konzulát) |

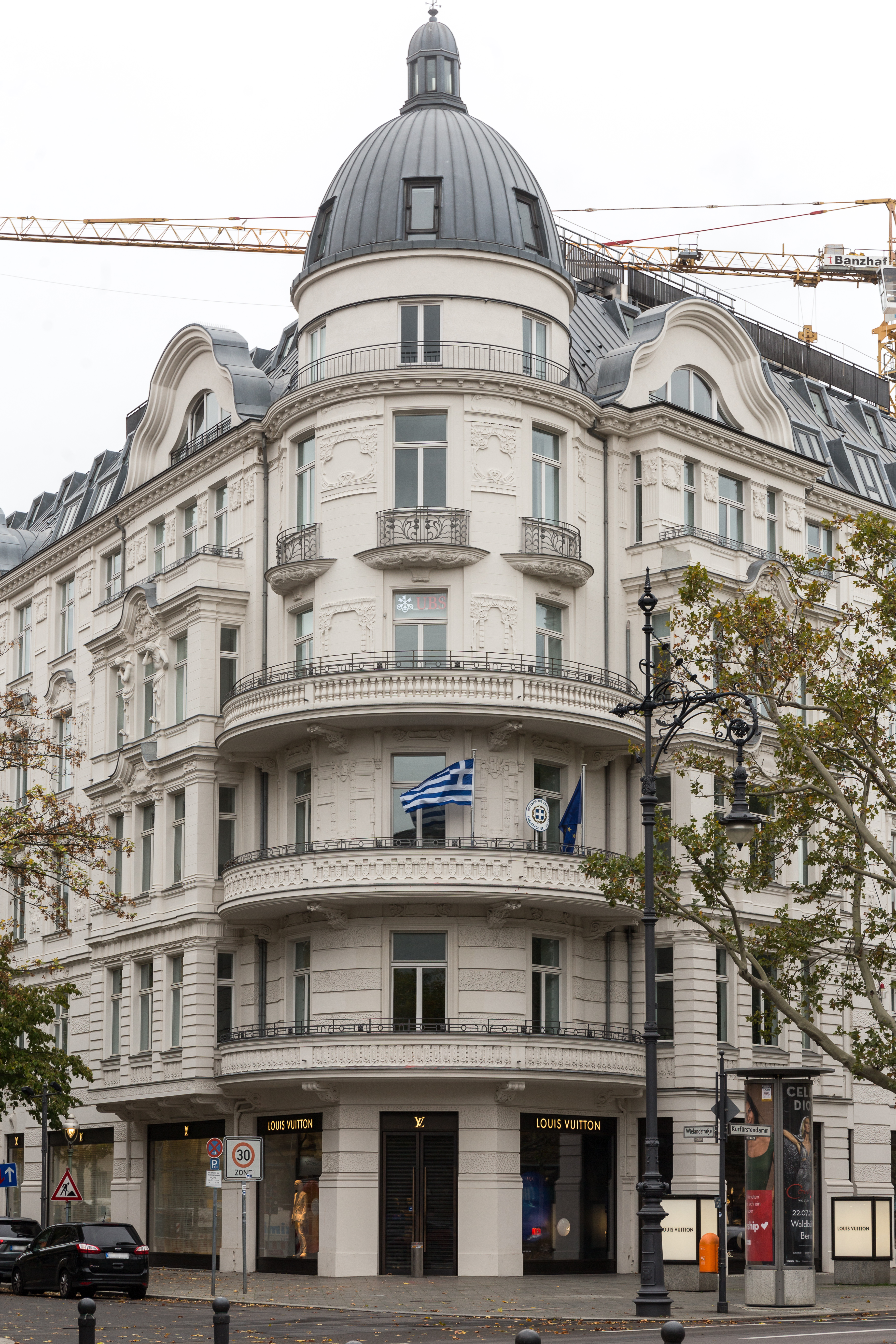
Velvyslanectví Řecka v Berlíně